# Cured
Cured is het vijfde studioalbum van Steve Hackett.
Het was even slikken voor de fans van de albums Spectral mornings en Defector. Hackett had zijn halve band op straat gezet en een muzikale koerswijziging ingezet. Wellicht onder dwang van het platenlabel Charisma Records werden nummers opgenomen die meer richting de mainstream popmuziek gingen, dan de symfonische rock (zoals track 4) in welke stijl Hackett tot dan toe opnam. Wat ook zelden in goede aarde viel bij liefhebbers van symfonische en progressieve rock, was het gebruik van een drummachine en die wordt volop gebruikt op dit album. Ten slotte was ook de platenhoes eenvoudig gehouden. De eerder uitgegeven albums hadden een kunstwerk van Kim Poor als hoes, nu was het een simpele foto.
Hackett lichtte in 2024 de titel en hoes (Hackett achter een drankje) toe. Deze leken te wijzen op herstel van een of andere verslaving, maar het was herstel in een periode na het drukke leven tijdens en na de eerder genoemde albums. Hackett had (muzikaal) de tijd van zijn leven, maar tegelijkertijd sloopte het hem.
In het Verenigd Koninkrijk haalde het een notering van 5 weken, met als hoogste plaats nummer 15.

## Musici
- Steve Hackett – zang, gitaar, basgitaar
- John Hackett – dwarsfluit, baspedalen
- Nick Magnus – toetsinstrumenten, drummachine

## Muziek
Allen van Steve Hackett, behalve waar aangegeven

| Nr. | Titel                                | Duur |
| --- | ------------------------------------ | ---- |
| 1.  | Hope I don't wake                    | 3:48 |
| 2.  | Picture postcard                     | 3:55 |
| 3.  | Can't let go                         | 5:43 |
| 4.  | The air-conditioned nightmare        | 4:42 |
| 5.  | Funny feeling (S. Hackett, Magnus)   | 4:07 |
| 6.  | A cradle of swans                    | 2:49 |
| 7.  | Overnight sleeper (S. Hackett, Poor) | 4:37 |
| 8.  | Turn back time                       | 4:23 |

| Nr. | Titel                                | Duur |
| --- | ------------------------------------ | ---- |
| 9.  | Tales of the riverbank               | 2:00 |
| 10. | Second chance                        | 2:00 |
| 11. | The air-conditioned nightmare (live) | 4:08 |